# Ho Chi Minhstad

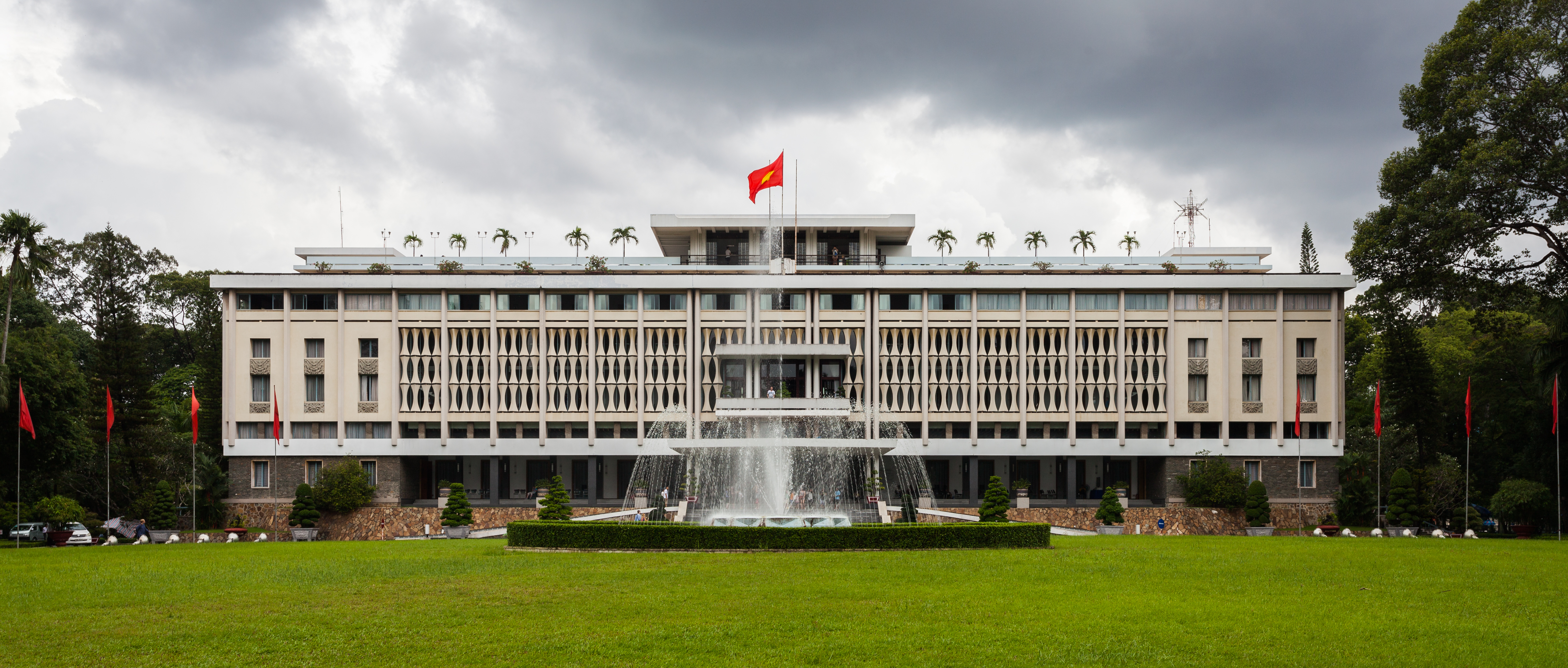
Herenigingspaleis

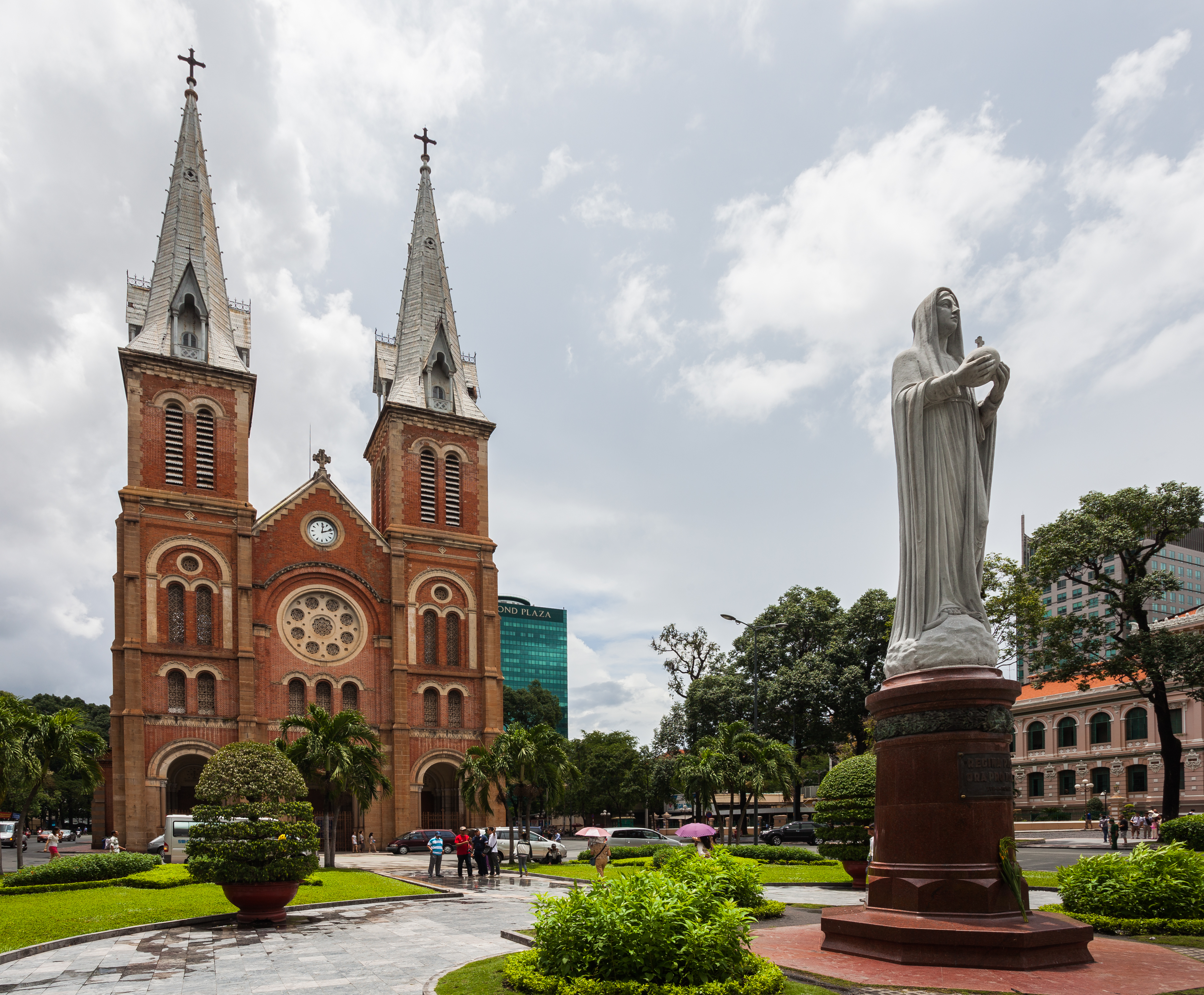
Basiliek van Notre-Dame

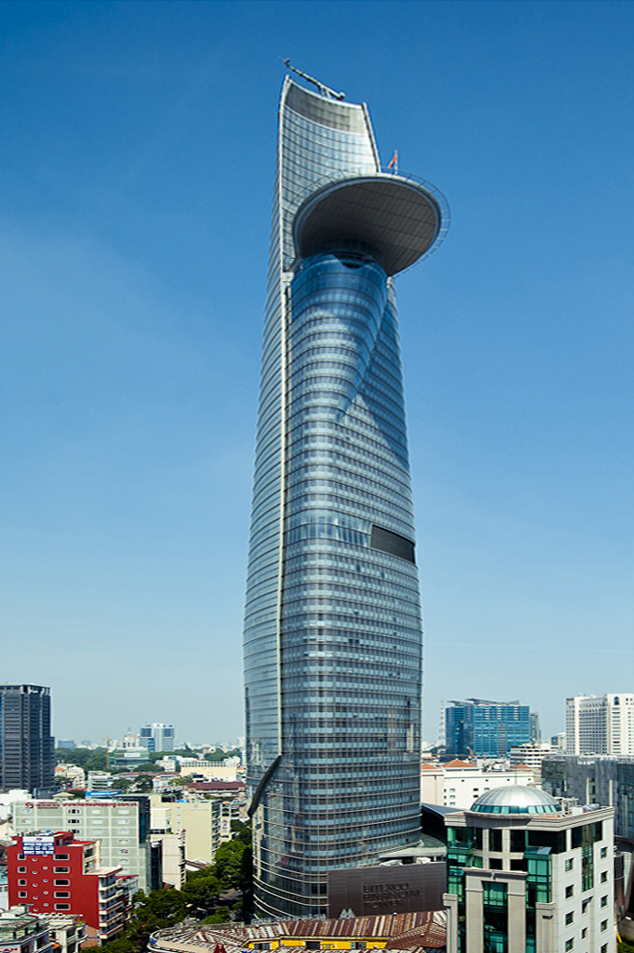
Bitexco Financial Tower

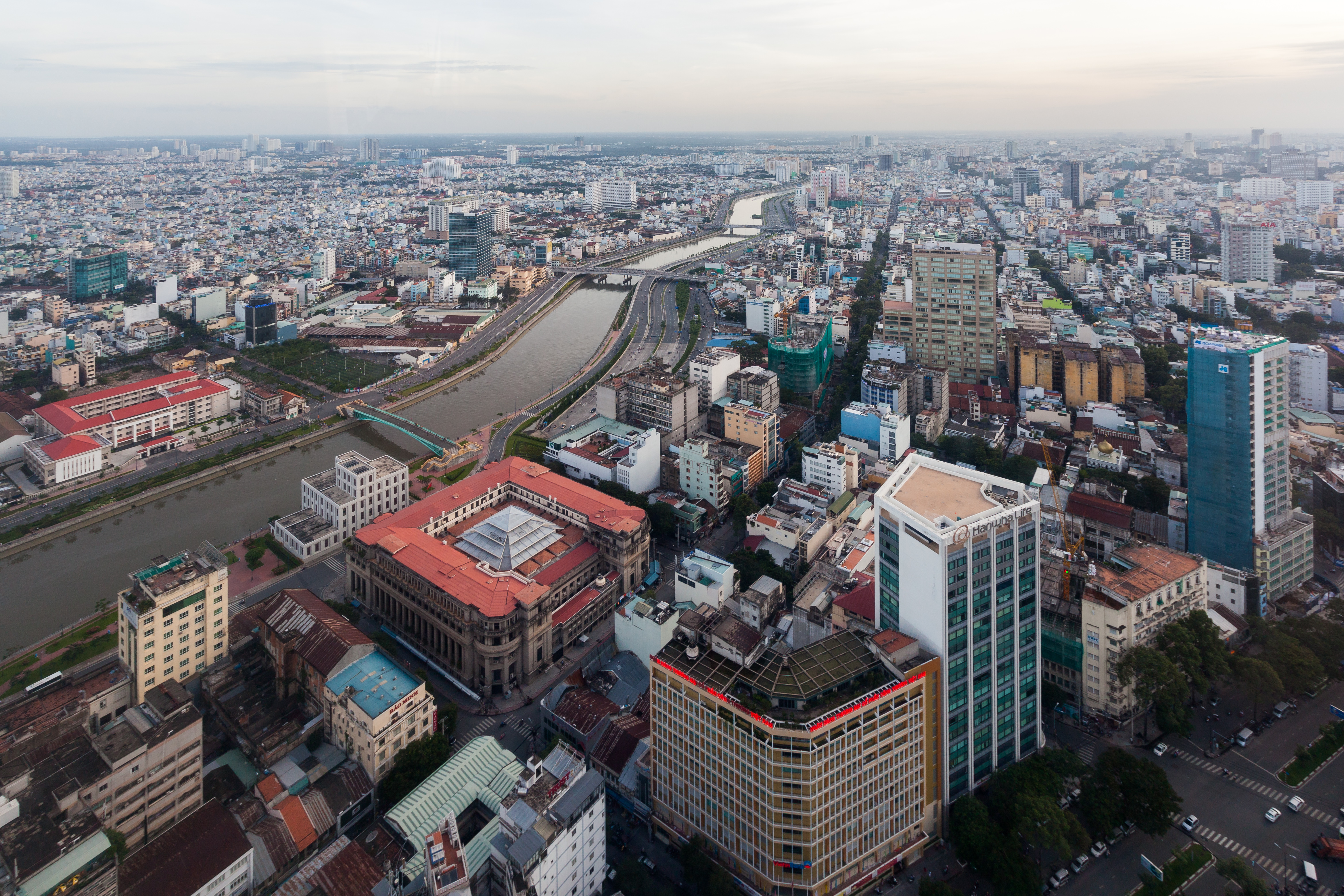
Uitzicht vanaf de Bitexco Financial Tower

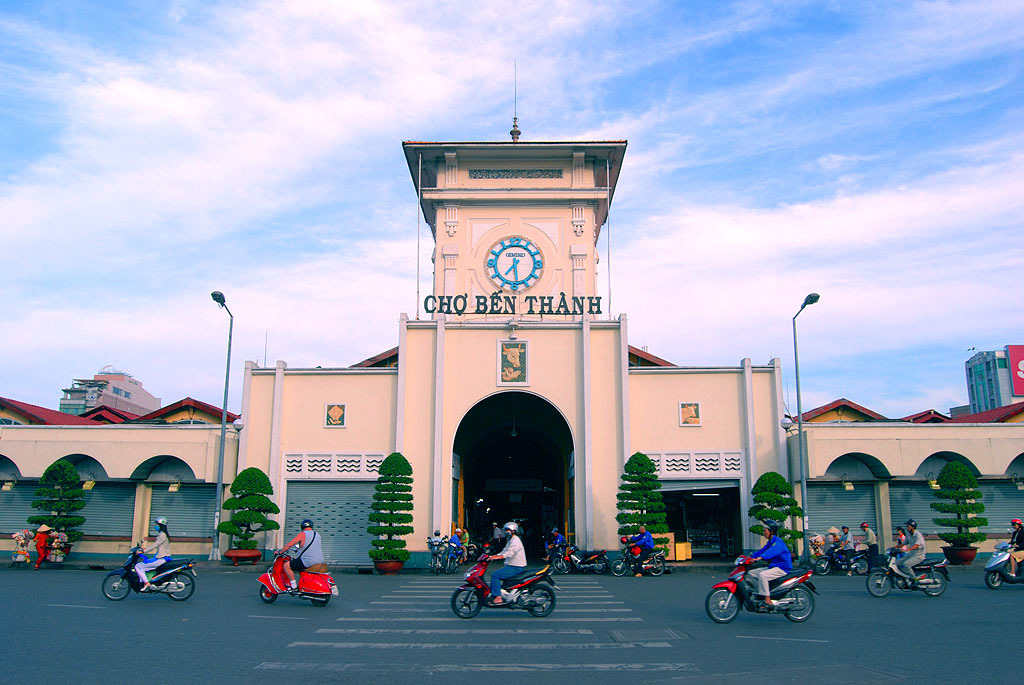
Bến Thành markt

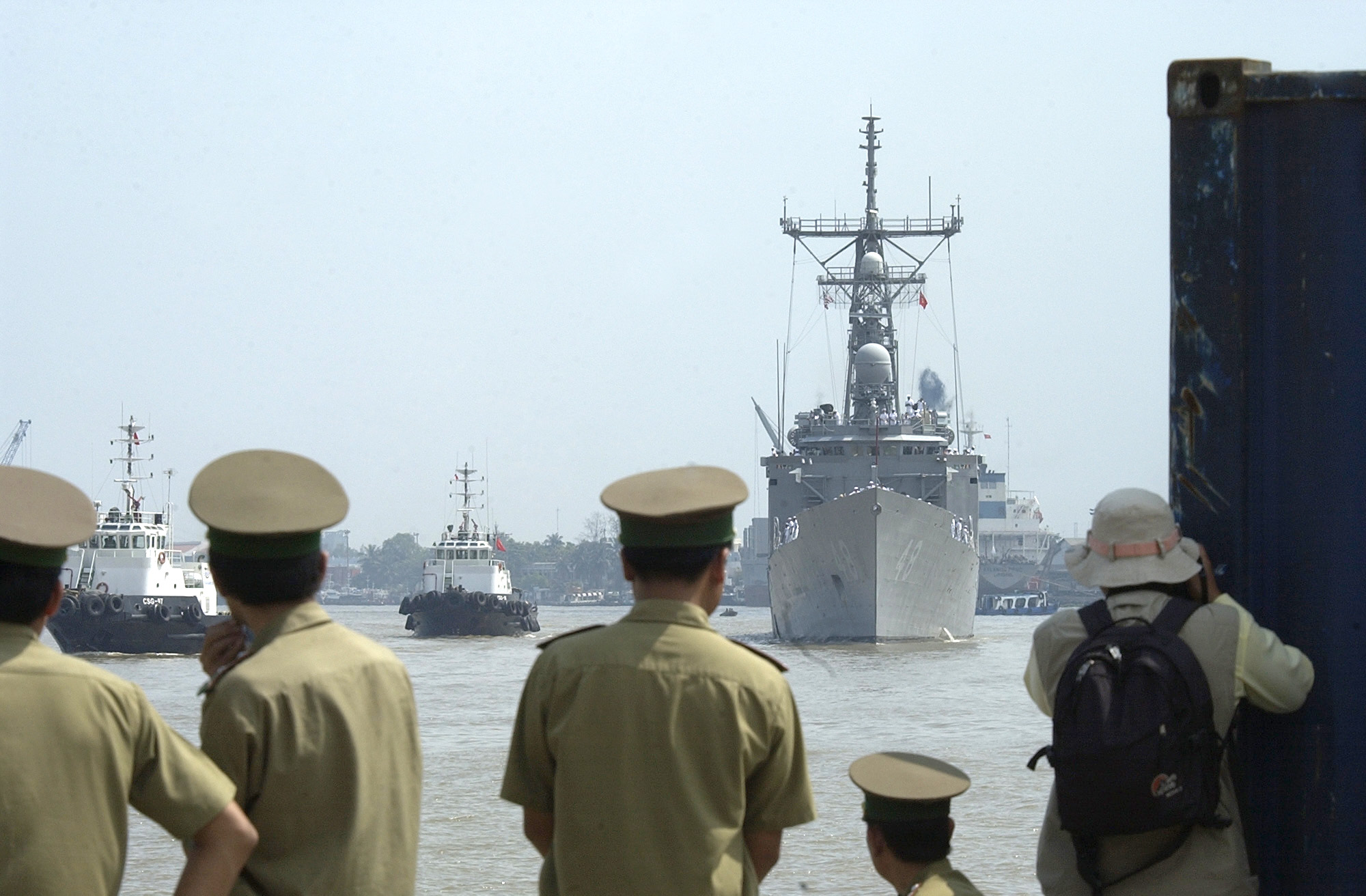
Amerikaans marineschip in de Saigonhaven

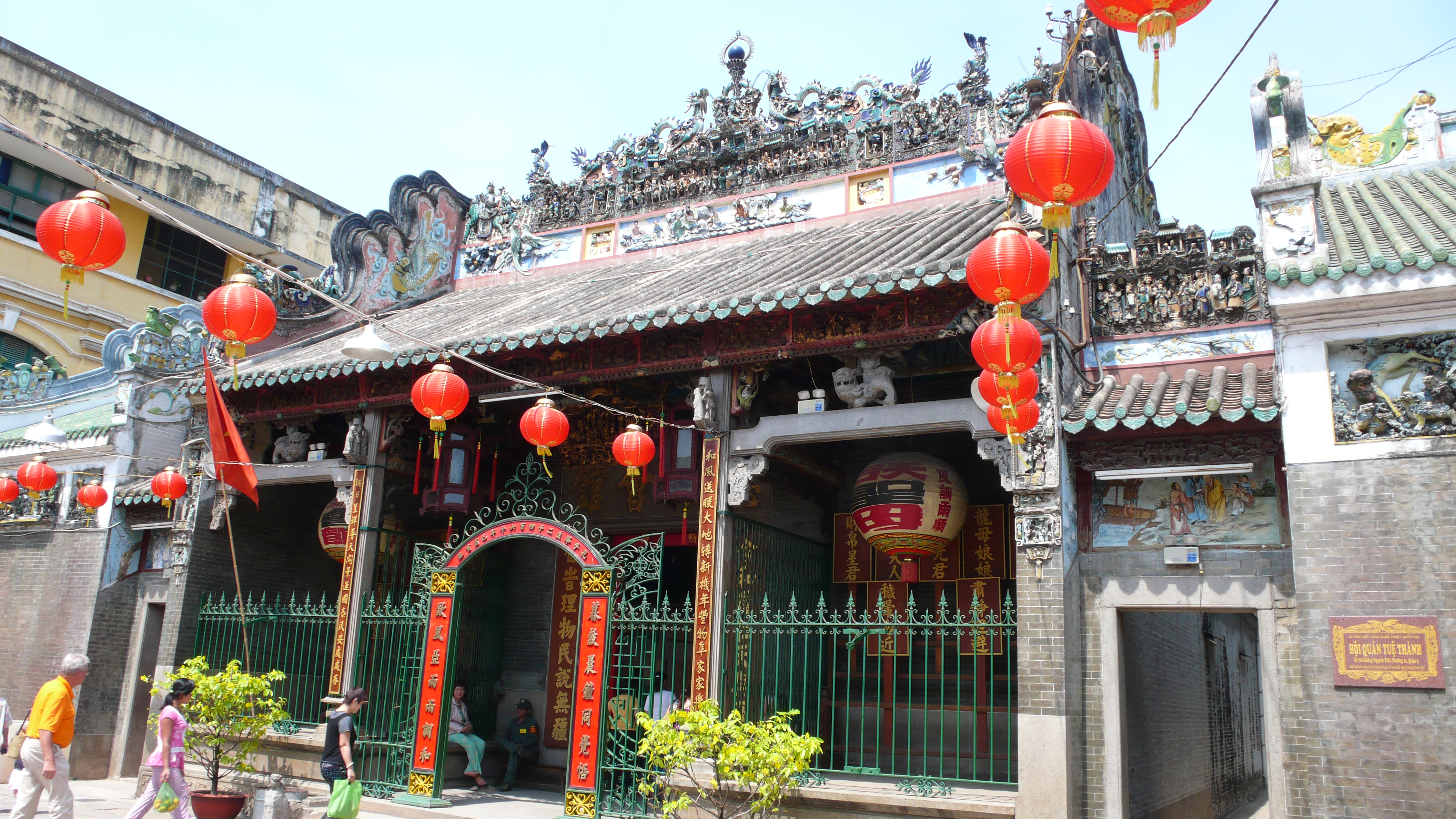
Chùa Bà Thiên Hậu tempel in Chinese buurt Cholon

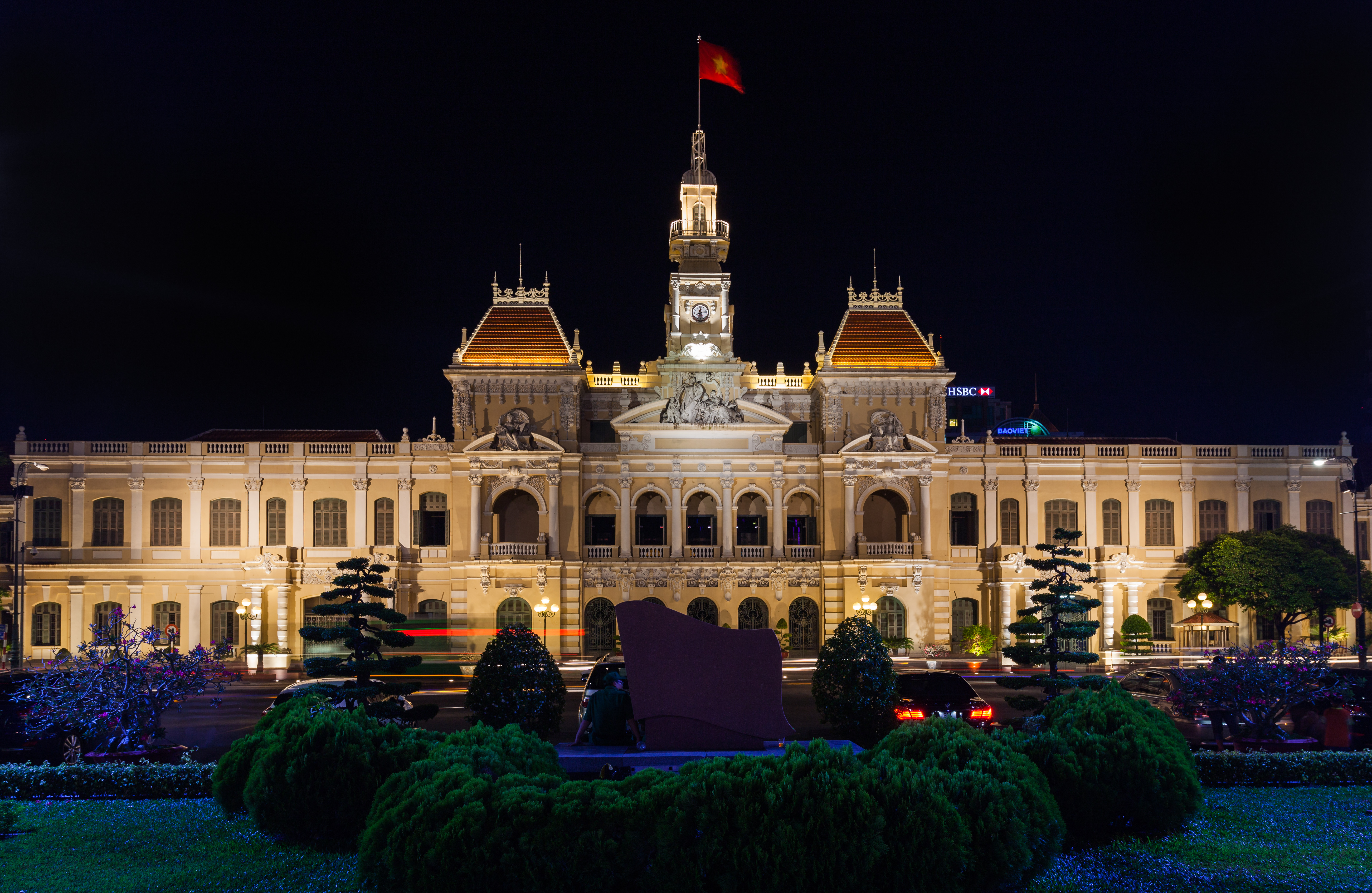
Stadhuis van Ho Chi Minhstad

Ho Chi Minhstad, eerder bekend als Saigon en daarvoor als Prey Nokor, is de grootste stad in Vietnam. Bij de volkstelling van 2019 had de stad 9 miljoen inwoners. De gehele agglomeratie, Metropoolregio Ho Chi Minhstad, met o.a de voorsteden Biên Hòa en Thuận An heeft 14,3 miljoen inwoners. 
De volledige Vietnamese naam van de stad is Thành phố Hồ Chí Minh. Het ligt op de westelijke oever van de Sài Gòn en valt in de regio Dông Nam Bô. Binnen de stadsgrenzen, zo'n 7 kilometer ten noordwesten van het centrum bevindt zich de Internationale Luchthaven Tân Sơn Nhất.

## Namen van de stad

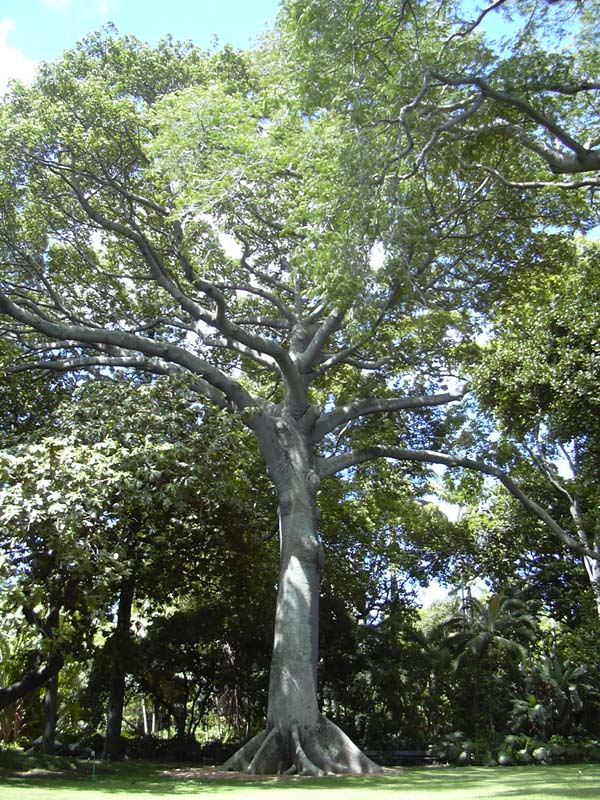
De kapokboom

Ho Chi Minhstad heeft in de geschiedenis meerdere namen gehad. De oudst bekende naam is van de Khmer, hoewel het ook ten tijde van het rijk Funan en later Chenla bewoond is geweest. De naam die de Khmer aan de stad gaven, was Prey Nokor, dat dorp in het bos of Koninkrijk in het bos betekent. In de taal van Khmer betekent Prey bos en kan Nokor vertaald worden naar koninkrijk. Deze naam zou het dragen tot in de jaren 1690, toen de generaal Nguyễn Hữu Cảnh de stad voor de Nguyen-heren in bezit nam. In 1698 werd een fort gebouwd en de stad werd officieel omgedoopt tot Gia Định. Deze naam zou het behouden tot aan de Franse kolonisatie.
Na het koloniseren van het gebied wordt de stad door de Fransen omgedoopt tot Saigon. Waarschijnlijk is het eerste deel van de naam Saigon afkomstig van het Chinese woord 柴, wat in het Mandarijn als chái wordt uitgesproken. 柴 betekent dan brandstof, hout of tak. Gòn is ook afkomstig uit het Chinees. Het is dan afkomstig van 棍, dat vertaald kan worden naar paal of stok. In het Vietnamees is de betekenis van Gòn ook wel katoen. Dat zou de naam Saigon kunnen laten verwijzen naar de kapokboom, die in de stad veel geplant werd door de Khmer. Deze boom produceert katoenachtige vezels, kapok.
Toen op 2 juli 1976 Noord- en Zuid-Vietnam werden herenigd, werd Saigon omgedoopt tot Thành phố Hồ Chí Minh (naar de Noord-Vietnamese revolutionair Hồ Chí Minh). De Nederlandse vertaling luidt Ho Chi Minhstad. De naam Saigon wordt informeel nog veel gebruikt, vooral als men het over het centrum (Quận 1) van de stad heeft. Ook het Station Sài Gòn gebruikt nog de oude naam.

## Geschiedenis

### Vroege geschiedenis
Uit archeologisch onderzoek is gebleken, dat er in de tijd van de jonge steentijd al bewoning was in deze regio. Het gebied dat nu de stad beslaat was van origine een moerasgebied. De eerste bewoners beschikten al over landbouwtechnieken. Het gebied is door een aantal rijken beheerst in de loop van de geschiedenis, namelijk Funan, Chenla, Champa en het Khmer-rijk. De stad begon als een klein vissersstadje en rivierhaven onder de naam Prey Nokor, dat "dorp in het bos" betekent in het Khmer. De plaats werd waarschijnlijk tussen de 1e en de 6e eeuw gesticht.

### Voor de Franse kolonisatie
Tegen de 17e eeuw was het slaperige vissersstadje uitgegroeid tot een Khmer-vesting en handelsgemeenschap met Maleisische, Indiase en Chinese handelaars. In de jaren 1690 werd generaal Nguyễn Hữu Cảnh naar de Mekong-delta gestuurd door de Nguyen-heren om deze regio in bezit te krijgen. In 1698 werd een fort gebouwd en de stad werd officieel omgedoopt tot Gia Định. In 1773 begonnen de Tay Son-broers aan een opstand tegen de Nguyen-heren vanuit de provincie Binh Dinh. Ze versloegen de Nguyen-familie en moordden ze uit. Enkel de toen dertienjarige Nguyen Phuc Anh (bekend onder zijn latere keizerlijke titel: Gia Long) wist te ontsnappen.
Hij begon in zijn eentje de troepen te hergroeperen en nam Gia Dinh weer in. Hij en zijn aanhangers veroverden en verloren de stad verscheidene malen gedurende een periode van 10 jaar. In deze periode ontmoette hij de Franse priester Pierre Pigneau de Behaine. In 1784, toen Nguyen Anh en zijn troepen weer verdreven waren uit Gia Định en de omliggende provincies, besloot hij om Pigneau te volmachten om naar Frankrijk te gaan en om Franse interventie te vragen. De Franse interesse in het gebied werd getrokken doordat ze daar kansen zagen om hun handelspositie met Azië te vergroten. Dankzij de steun van Franse missionarissen door het leveren van wapens en troepen slaagde Nguyen Anh er tegen het einde van de 18e eeuw uiteindelijk in de Tay Son te verslaan. Nadat hij ook het noorden van het land had veroverd verhuisde hij zijn zetel van Gia Dinh naar Hué waar hij zichzelf in 1802 kroonde als de keizer van Vietnam. Hij nam de regeertitel Gia Long aan en werd de eerste keizer van de Nguyen-dynastie.

### Franse kolonisatie
Als in de jaren 1850 de Fransen de regio koloniseren, wordt Gia Định in 1859 na het Beleg van Gia Định ingenomen. Bij de capitulatie wordt de naam van Gia Định officieel omgedoopt tot Saigon. De stad wordt onderdeel van de Franse kolonie Cochin-China en later de Unie van Indochina. De stad gold als een van de belangrijkste steden voor de Franse kolonisten. De stad kreeg dan ook de bijnaam Parijs van de Oriënt of Parel van de Oriënt. Het huidige Ho Chi Minhstad dankt veel van zijn vorm en sfeer aan de Franse kolonisten. Ze groeven grachten, ontwaterden moeraslanden en zetten stoomtramlijnen op langs de brede boulevards met statige huizen in bouwwerken in Europese architectuur. De Franse kolonisten financierden verbeteringen van Saigon met hun grote winsten uit de export van Vietnamese rubber en rijst vanuit de snelgroeiende zeehaven van de stad.

### Oorlogen en onafhankelijkheid
In de Tweede Wereldoorlog bezet het Japans Keizerrijk grote delen van de Franse koloniën in Indochina. Japan capituleerde in augustus 1945. Troepen van het Verenigd Koninkrijk landden in het zuiden van Vietnam bij Saigon op 13 september 1945 en herstelden daar het gezag. Zij droegen de macht onmiddellijk over aan de Fransen. Het lukte de Fransen echter niet om de macht in het noorden van het land terug te krijgen. Nadat de Fransen in 1954 in de slag bij Điện Biên Phủ door de Vietminh waren verslagen, werd de deling van Vietnam op 21 juli 1954 geformaliseerd in de akkoorden van Genève. Saigon werd hiermee de hoofdstad van Zuid-Vietnam.
Er ontstond in 1957 een oorlog in Zuid-Vietnam tussen de door Noord-Vietnam gesteunde Vietcong en het door de Verenigde Staten gesteunde Zuid-Vietnamese bewind die zo'n 20 jaar zou duren. Deze oorlog kende onder andere een hevige strijd in het district Củ Chi van Saigon, waar het bekende Tunnelcomplex van Củ Chi zich bevindt. Het complex is onderdeel van een nog groter tunnelnetwerk dat vrijwel onder het gehele land doorloopt. De tunnels waren de locatie van verschillende militaire campagnes tijdens de Vietnamoorlog en werden een toevluchtsoord voor de communistische rebellen uit het zuiden, de Vietcong, en voor het Noord-Vietnamese leger.
Op 30 april 1975 valt Saigon. Een belangrijk en beroemd moment in de inname van Saigon door de Noord-Vietnamezen is de bestorming en verovering van het Herenigingspaleis, wat toen nog Onafhankelijkheidspaleis heette. Toen op 2 juli 1976 Zuid-Vietnam en Noord-Vietnam werden herenigd tot één Vietnam, de Socialistische Republiek Vietnam, kreeg Saigon een nieuwe naam: Thành phố Hồ Chí Minh, genoemd naar Hồ Chí Minh, die in de voorafgaande decennia premier en president van de Democratische Republiek Vietnam was, van Noord-Vietnam. De hoofdstad van het herenigde land werd Hanoi.

## Geografie
Ho Chi Minhstad ligt in het zuidoosten van Vietnam, 1.760 km ten zuiden van de hoofdstad Hanoi. De stad ligt gemiddeld 19m boven zeeniveau maar er zijn grote verschillen. Het oosten van de stad ligt hoger dan het westelijke gedeelte van de stad, maar ook het noorden van de stad ligt hoger dan het zuidelijke gedeelte. De hoogteverschillen kunnen wel 25 meter bedragen. De grootste heuvel in de stad is de Long Bình in quận 9 en heeft een hoogte van 32 meter boven zeeniveau. Het zuidelijke gedeelte van de stad heeft een hoogte van minder dan 1 meter boven de zeespiegel. Ho Chi Minhstad beslaat een oppervlakte van 2.095km2 (0.63% van het totale oppervlak van Vietnam).
| Aangrenzende provincies | Aangrenzende provincies | Aangrenzende provincies | Aangrenzende provincies | Aangrenzende provincies |
| ----------------------- | ----------------------- | ----------------------- | ----------------------- | ----------------------- |
| Tây Ninh                |                         | Bình Dương              |                         | Đồng Nai                |
|                         |                         |                         |                         |                         |
| Long An                 |                         |                         |                         |                         |
|                         |                         |                         |                         |                         |
| Tiền Giang              |                         |                         |                         | Bà Rịa-Vũng Tàu         |

### Geologie
De geologie van Ho Chi Minhstad bestaat uit pleistocene en holocene sedimenten. Pleistocene sedimenten komen voornamelijk in het noorden en het oosten aan de oppervlakte. Hierdoor is er in dit gebied van de stad veel grondwater te vinden. Vooral in Quận 12 wordt schoon water opgepompt. Het water dat hier opgepompt wordt, komt uit een diepte tot wel 90 meter diepte. Met name in het zuiden van de stad, waar holocene sedimenten te vinden zijn, is het water juist van zeer slechte kwaliteit.

### Klimaat
Ho Chi Minhstad ligt in de tropen en heeft een tropisch savanneklimaat. Hierdoor kent Ho Chi Minhstad slechts twee seizoenen, de regentijd en de droge tijd. De regentijd duurt van mei tot en met november, de droge tijd van december tot en met april. Gemiddeld heeft Ho Chi Minhstad 270 uur zon per maand. De gemiddelde luchtvochtigheid is 75% en gemiddeld valt er in Ho Chi Minhstad 1949 millimeter regen per jaar. Het recordjaar was 1908, toen er 2718 millimeter regen viel in het hele jaar. 1958 was het droogste jaar, toen er slechts 1392 millimeter regen viel in het hele jaar. De meeste regen valt in het noorden van de stad.
| Maand                                        | jan | feb | mrt | apr | mei | jun | jul | aug | sep | okt | nov | dec | Jaar  |
| -------------------------------------------- | --- | --- | --- | --- | --- | --- | --- | --- | --- | --- | --- | --- | ----- |
| Gemiddeld maximum (°C)                       | 32  | 33  | 34  | 35  | 34  | 32  | 32  | 32  | 31  | 31  | 31  | 31  | 32,3  |
| Gemiddeld minimum (°C)                       | 21  | 28  | 29  | 30  | 30  | 29  | 28  | 28  | 28  | 27  | 27  | 26  | 27,6  |
|                                              |     |     |     |     |     |     |     |     |     |     |     |     |       |
| Neerslag (mm)                                | 14  | 4   | 11  | 50  | 218 | 312 | 294 | 270 | 327 | 267 | 117 | 48  | 1.932 |
| Bron: World Meteorological Organization (UN) |     |     |     |     |     |     |     |     |     |     |     |     |       |

### Milieu en gezondheid
Naast het verkeer, heeft ook het milieu te kampen met een belabberde infrastructuur. In grote delen van de stad is er geen fatsoenlijke riolering. Nog steeds wordt er afvalwater door fabrieken in grachten en rivieren geloosd, omdat ze de faciliteiten om het te reinigen simpelweg niet hebben. Naar schatting wordt er dagelijks 500.000 m³ verontreinigd water in de Sài Gòn geloosd. De geaccepteerde normen voor de gezondheid wordt wel tot 220 keer de waarde overschreden. Tot 2008 werden hiertegen geen maatregelen getroffen.
Dagelijks worden door de inwoners van Ho Chi Minhstad voor ongeveer 6000 ton afval geproduceerd. De grote hoeveelheid afval en de hoge temperaturen dragen bij aan de slechte luchtkwaliteit van de stad. In combinatie met het drukke verkeer in de stad, wordt het de mensen aangeraden om met name tijdens de spits met een mondkapje op te lopen of rijden. Buiten de stad, in de agrarische gebieden, komt door bestrijdingsmiddelen bodemverontreiniging ook veel voor.

## Demografie
Ho Chi Minhstad telt 7.521.138 inwoners (volkstelling 2011), ongeveer 8% van de gehele Vietnamese bevolking. Ho Chi Minhstad is daarmee de grootste stad van Vietnam. Daarnaast verblijven er vele contractarbeiders (bouwvakkers, industrie) in de stad, die niet in de statistieken voorkomen. Ho Chi Minstad heeft een oppervlakte van 2095 km² en heeft gemiddeld 3419 inwoners per km².
Het grootste gedeelte van de inwoners is etnisch Vietnamees (93.52%). De Chinezen (Hoa) vormen met 5.78% de grootste minderheidsgroep in de stad. De Chinese buurt Chợ Lớn in de stad kent de grootste Chinese gemeenschap van Vietnam. Andere minderheden die in de stad wonen zijn o.a. Khmer Krom (0.34%) en Cham (0.1%).
De drie belangrijkste Godsdiensten in de stad zijn Mahayana-boeddhisme, Taoïsme en Confucianisme. Deze drie geloven maken in veel gevallen samen gebruik van dezelfde tempels. Daarnaast is ongeveer 10% van de bevolking van Ho Chi Minhstad lid van de Rooms-Katholieke Kerk. Andere minderheidsgodsdiensten die aanwezig zijn in de stad zijn o.a. het protestantisme, islam en hindoeïsme.

## Bestuur
Ho Chi Minhstad is een voortzetting van de provincie Saigon - Gia Định, die in februari 1976 is ontstaan. Ho Chi Minhstad is vanaf juli 1976 een stad die op hetzelfde bestuursniveau ligt als de provincies van Vietnam. De gemeente heeft daarom dezelfde politieke organisatie als de provincies, met een volksraad en een volkscomité als de belangrijkste bestuurlijke organen.

### Indeling
Ho Chi Minhstad is onderverdeeld in 24 districten. Vijf districten (Huyện) die het landelijke gebied vormen en onderverdeeld zijn in stedelijke woonkernen (thị trấns) en landelijke gebieden (Xã's). En 19 stadsdelen (quận) die verdeeld zijn in wijken (phườngs)
| Districten van Ho Chi Minhstad | Districten van Ho Chi Minhstad | Districten van Ho Chi Minhstad    | Districten van Ho Chi Minhstad | Districten van Ho Chi Minhstad | Districten van Ho Chi Minhstad | Districten van Ho Chi Minhstad | Districten van Ho Chi Minhstad |
| Naam van district              | Nr op kaart                    | Aantal subdistricten (Dec. 2003)  | Oppervlakte (km2) (Dec. 2006)  | Bevolking 2004                 | Bevolking 2009                 | Bevolking 2010                 | Bevolking 2011                 |
| ------------------------------ | ------------------------------ | --------------------------------- | ------------------------------ | ------------------------------ | ------------------------------ | ------------------------------ | ------------------------------ |
| Stedelijke districten:         |                                |                                   |                                |                                |                                |                                |                                |
| Quận 1                         | 1                              | 10 Phườngs                        | 7,73                           | 198.032                        | 180.225                        | 187.435                        | 185.715                        |
| Quận 2                         | 2                              | 11 Phườngs                        | 49,74                          | 125.136                        | 147.490                        | 140.621                        | 136.497                        |
| Quận 3                         | 3                              | 14 Phườngs                        | 4,92                           | 201.122                        | 190.553                        | 188.945                        | 188.898                        |
| Quận 4                         | 4                              | 15 Phườngs                        | 4,18                           | 180.548                        | 180.980                        | 183.261                        | 183.043                        |
| Quận 5 (Cholon)                | 5                              | 15 Phườngs                        | 4,27                           | 170.367                        | 171.452                        | 174.154                        | 175.217                        |
| Quận 6 (Cholon)                | 6                              | 14 Phườngs                        | 7,19                           | 241.379                        | 249.329                        | 253.474                        | 251.902                        |
| Quận 7                         | 7                              | 10 Phườngs                        | 35,69                          | 159.490                        | 244.276                        | 274.828                        | 265.997                        |
| Quận 8                         | 8                              | 16 Phườngs                        | 19,18                          | 360.722                        | 408.772                        | 418.961                        | 421.547                        |
| Quận 9                         | 9                              | 13 Phườngs                        | 114                            | 202.948                        | 256.257                        | 263.486                        | 269.068                        |
| Quận 10                        | 10                             | 15 Phườngs                        | 5,72                           | 235.231                        | 230.345                        | 232.450                        | 234.188                        |
| Quận 11                        | 11                             | 16 Phườngs                        | 5,14                           | 224.785                        | 226.854                        | 232.536                        | 234.293                        |
| Quận 12                        | 12                             | 11 Phườngs                        | 52,78                          | 290.129                        | 405.360                        | 427.083                        | 451.737                        |
| Bình Thạnh                     | 13                             | 20 Phườngs                        | 20,76                          | 423.896                        | 457.362                        | 470.054                        | 479.733                        |
| Bình Tân                       | 14                             | 10 Phườngs                        | 51,89                          | 398.712                        | 572.132                        | 595.335                        | 611.170                        |
| Gò Vấp                         | 15                             | 16 Phườngs                        | 19,74                          | 452.083                        | 522.690                        | 548.145                        | 561.068                        |
| Phú Nhuận                      | 16                             | 15 Phườngs                        | 4,88                           | 175.293                        | 174.535                        | 175.175                        | 175.631                        |
| Tân Bình                       | 17                             | 15 Phườngs                        | 22,38                          | 397.569                        | 421.724                        | 430.436                        | 430.350                        |
| Tân Phú                        | 18                             | 11 Phườngs                        | 16,06                          | 366.399                        | 398.102                        | 407.924                        | 419.227                        |
| Thủ Đức                        | 19                             | 12 Phườngs                        | 47,76                          | 336.571                        | 442.177                        | 455.899                        | 474.547                        |
| Totalen stedelijke districten  | .                              | 259 Phườngs                       | 494,01                         | 5.140.412                      | 5.880.615                      | 6.060.202                      | 6.149.817                      |
| Landelijke districten:         |                                |                                   |                                |                                |                                |                                |                                |
| Củ Chi                         | .                              | 20 Xã's, 1 thị trấn               | 434,5                          | 288.279                        | 343.155                        | 355.822                        | 362.454                        |
| Hóc Môn                        | .                              | 11 Xã's, 1 thị trấn               | 109,18                         | 245.381                        | 349.065                        | 358.640                        | 363.171                        |
| Bình Chánh                     | .                              | 15 Xã's, 1 thị trấn               | 252,69                         | 304.168                        | 420.109                        | 447.291                        | 465.248                        |
| Nhà Bè                         | .                              | 6 Xã's, 1 thị trấn                | 100,41                         | 72.740                         | 101.074                        | 103.793                        | 109.949                        |
| Cần Giờ                        | .                              | 6 Xã's, 1 thị trấn                | 704,22                         | 66.272                         | 68.846                         | 70.697                         | 70.499                         |
| Totalen landelijke districten  | .                              | 58 Xã's, 5 thị trấns              | 1.601                          | 976.839                        | 1.282.249                      | 1.336.244                      | 1.371.321                      |
| Totalen Ho Chi Minhstad        | .                              | 259 Phườngs, 58 Xã's, 5 thị trấns | 2.095,01                       | 6.117.251                      | 7.162.864                      | 7.396.446                      | 7.521.138                      |

## Economie
Door de gunstige ligging vlak bij de Zuid-Chinese Zee kon Ho Chi Minhstad uitgroeien naar een belangrijk verkeers- en handelsknooppunt voor Vietnam, maar ook voor Zuidoost-Azië. Hierdoor speelt Ho Chi Minhstad een belangrijke rol voor de Vietnamese economie. Hoewel Ho Chi Minhstad slechts 0,6 % van de oppervlakte van Vietnam beslaat, woont ongeveer 8,35% van de Vietnamese bevolking in de stad. 20,2% van het Vietnamese BNP is afkomstig uit Ho Chi Minhstad en 27,9% van de industriële productie vindt plaats in Ho Chi Minhstad. Het gemiddelde jaarinkomen in Ho Chi Minhstad bedraagt ongeveer $2800. Dit is hoger dan het landelijk gemiddelde, dat $1168 bedraagt. In 2010 kende het BBP in Ho Chi Minhstad een groei van 11,8%.
De economie van Ho Chi Minhstad draait op vele pijlers. Zo is er mijnbouw, visserij, landbouw, verwerkende industrie, toerisme en is Ho Chi Minhstad ook een financieel centrum. Ongeveer 33,3% van de bedrijven zijn staatsbedrijven, tegenover 44,6 % van de bedrijven zijn in private handen. De rest zijn buitenlandse investeringen. De tertiaire sector draagt voor 51,1% bij aan de economie van Ho Chi Minhstad, de industrie voor 47,7%. Landbouw, bosbouw en visserij voor slechts 1,2 %.
Op het gebied van handel speelt Ho Chi Minhstad een grote rol in Vietnam. Ho Chi Minhstad kent tal van winkelcentra en markten, zoals de Bến Thành markt. De totale consumptie van Ho Chi Minhstad ligt hoger dan in andere provincies en is zelfs hoger dan die van de hoofdstad Hanoi. Verder zijn er tal van grote kantoorgebouwen gebouwd, zoals de Bitexco Financial Tower.

### Toerisme

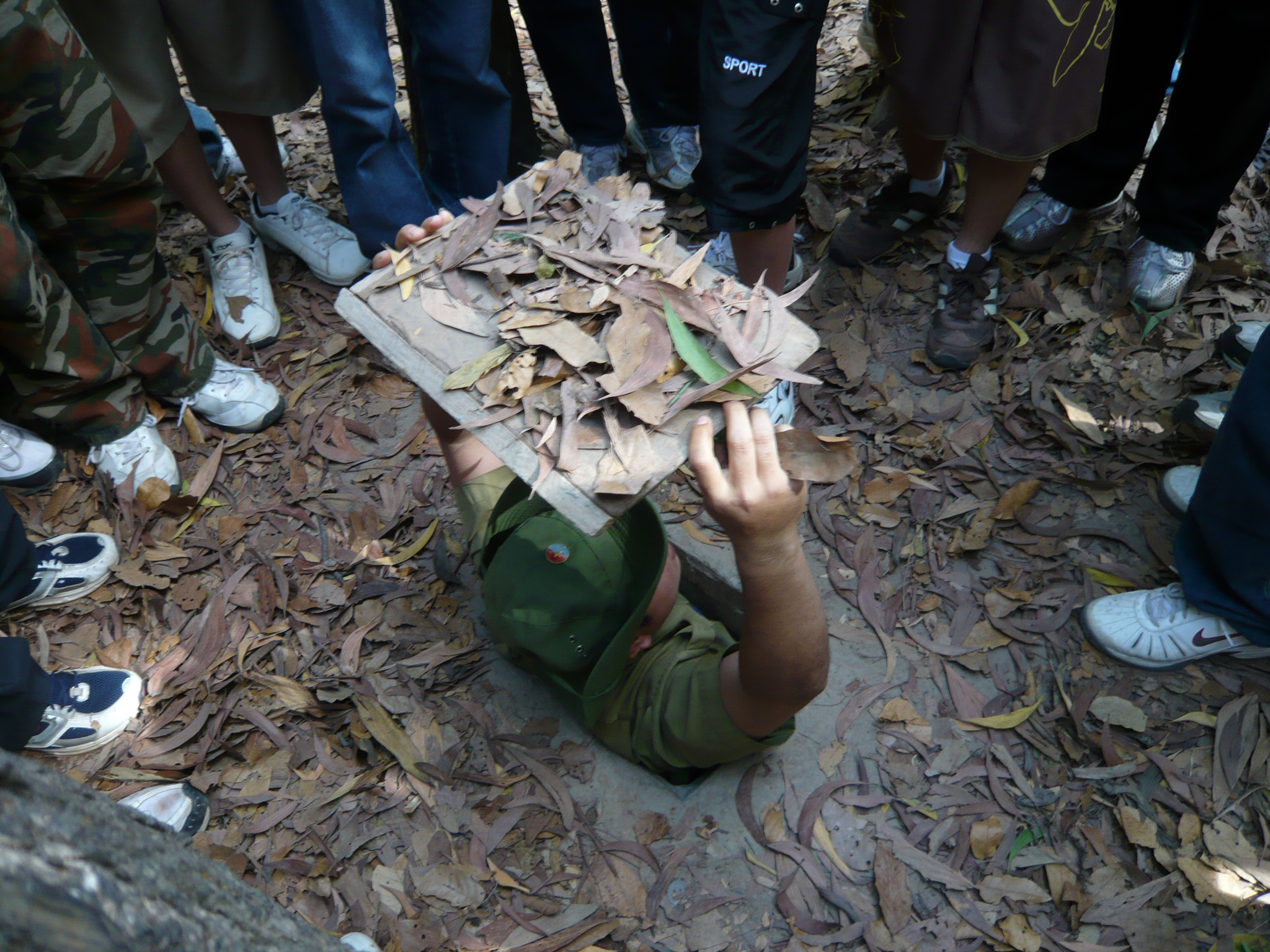
Ingang van tunnelcomplex van Củ Chi

Het toerisme in Ho Chi Minhstad is een belangrijke bron van inkomsten. In 2007 trokken ongeveer drie miljoen buitenlandse toeristen naar Ho Chi Minhstad. Dit komt neer op ongeveer 70% van alle toeristen in Vietnam. De meeste toeristische trekpleisters van de stad bevinden zich op loopafstand van elkaar in het centrum, in quận 1. Hier zijn o.a. het stadhuis, de dierentuin en botanische tuin, de Basiliek van Notre-Dame, het operagebouw, het hoofdpostkantoor, het Herenigingspaleis en het War Remnants Museum gevestigd. Ook de Bitexco Financial Tower staat in deze wijk. Het skydeck van deze wolkenkrabber wordt door toeristen bezocht vanwege het uitzicht over de stad en de Saigon-rivier.
Ook de Chinese wijk Chợ Lớn met de Chùa Bà Thiên Hậu tempel is populair bij toeristen, net als daguitstapjes naar de Mekong-delta en het Tunnelcomplex van Củ Chi. Verder heeft de stad een aantal attractieparken, zoals Suối Tiên en Đầm Sen.
Ten tijde van de Vietnamoorlog was Saigon een stad met tienduizenden prostituees, primair om de Amerikaanse soldaten seksueel te vermaken. Nog steeds komt er in Ho Chi Minhstad prostitutie voor, maar minder dan tijdens de Vietnamoorlog.

## Verkeer en vervoer

### Wegverkeer
Als gevolg van de snelle groei van de stad heeft Ho Chi Minhstad te kampen met een inefficiënt wegennet. In het centrum van de stad loopt het verkeer vaak vast. Het verkeer kan nog het beste worden omschreven als een mierennest van scooters waartussen taxi's, auto's en bussen zich een weg proberen te banen. Hierdoor is het openbaar vervoer per bus in de stad zeer inefficiënt. Er zijn 3,5 miljoen motors en scooters in Ho Chi Minhstad en het is daarmee het meestgebruikte vervoersmiddel. Maar de auto wordt steeds populairder. Er zijn zo'n 340.000 auto's in de stad maar dit aantal stijgt snel. Taxi's zijn er volop en ook al hebben de meesten een taximeter, het is heel normaal om van tevoren een ritprijs af te spreken. Zeker voor langere afstanden zoals van het centrum naar de luchthaven.

### Luchtvaart
In het noorden van de stad ligt het Internationale Luchthaven Tân Sơn Nhất, het drukste vliegveld van Vietnam met meer dan 15 miljoen passagiers per jaar. De verwachting is, dat het toerisme naar Vietnam flink zal groeien. Dit vliegveld wordt dan al snel te klein. Daarom wordt 40 kilometer ten noorden, bij Long Thành in de provincie Đồng Nai de Internationale Luchthaven Long Thành gebouwd. Naar verwachting is dit vliegveld vanaf 2025 operationeel. Zodra dit vliegveld gereed is en 100 miljoen passagiers per jaar kan verwerken, wordt Tân Sơn Nhất alleen nog gebruikt voor nationale vluchten.

### Trein en metro
Per spoor is Ho Chi Minhstad verbonden met Hanoi. De treinreis per dieseltrein over een eensporig traject van ruim 1700 km lang duurt ca. 33 uur.
Het grootste station, Station Sài Gòn, herinnert nog aan de oude naam van de stad. Dit station staat in Quận 3 en is het grootste en drukste station van Vietnam.
Om de vervoersproblemen in de stad enigszins op te lossen is er begonnen met de bouw van de Metro van Ho Chi Minhstad. Deze zal bestaan uit een vijftal lijnen. De eerste lijn zal naar verwachting eind 2023 gereed zijn, begin 2024 in gebruik genomen worden en moet meer dan 160.000 passagiers per dag gaan verwerken.

### Water
De Saigonhaven is de grootste haven van Vietnam die voor zowel passagiers als vracht gebruikt wordt. Ferryboten verbinden Ho Chi Minh City met een aantal andere steden in Zuid-Vietnam en Cambodja, waaronder de Mekong-delta en Phnom Penh.

## Stedenbanden
| Plaats                          | Sinds             |
| ------------------------------- | ----------------- |
| Shanghai, China                 | 14 mei 1994       |
| Manilla, Filipijnen             | 27 juni 1994      |
| San Francisco, Verenigde Staten | 10 april 1995     |
| Osaka, Japan                    | 13 juni 1995      |
| Busan, Zuid-Korea               | 3 november 1995   |
| Guangzhou, China                | 1 april 1996      |
| Lyon, Frankrijk                 | 17 januari 1997   |
| Shenyang, China                 | 21 april 1999     |
| Sverdlovsk, Rusland             | 5 september 2000  |
| Champassak, Laos                | 28 augustus 2001  |
| Vientiane, Laos                 | 1 september 2001  |
| Auvergne-Rhône-Alpes, Frankrijk | 8 november 2001   |
| Phnom Penh, Cambodja            | juni 2002         |
| Moskou, Rusland                 | 31 oktober 2003   |
| Toronto, Canada                 | 13 februari 2006  |
| Genève, Zwitserland             | 13 April 2007     |
| Yokohama, Japan                 | 23 juli 2007      |
| Hyōgo, Japan                    | 27 oktober 2007   |
| Guangdong, China                | 10 september 2008 |
| Minsk, Wit-Rusland              | 4 november 2008   |
| Vladivostok, Rusland            | 21 mei 2009       |
| Barcelona, Spanje               | 29 mei 2009       |
| Sevilla, Spanje                 | 29 mei 2009       |
| Johannesburg, Zuid-Afrika       | 10 november 2009  |
| Leipzig, Duitsland              | 21 juli 2021      |
| Tabriz, Iran                    | datum onbekend    |

## Geboren in Saigon / Ho Chi Minhstad
- Marguerite Duras (1914-1996), Frans schrijfster
- Amanda Lear (1939), Frans zangeres, schilderes en actrice
- Eugene Trinh (1950), Amerikaans astronaut